# Liste von Sakralbauten im Landkreis Neunkirchen
Die Liste von Sakralbauten im Landkreis Neunkirchen listet alle Kirchen, Kapellen und sonstigen Sakralbauten im ostsaarländischen Landkreis Neunkirchen auf. Im Jahr 2015 traf die Kreisstadt Neunkirchen eine große Profanierungswelle, als innerhalb eines Jahres sieben Kirchen auf dem Stadtgebiet entwidmet wurden.

## Liste

### Neunkirchen
| Bild | Inneres | Name                                 | Kon- fession       | Gemeinde/Ortsteil                            | Bauzeit          | Anmerkungen / Baustil                                                                                        |
| ---- | ------- | ------------------------------------ | ------------------ | -------------------------------------------- | ---------------- | --- |
|      |         | St. Marien                           | röm.-kath.         | Neunkirchen (Saar) (Standort)                | 1885             | Neoromanische Basilika                                                                                       |
|      |         | Herz Jesu                            | röm.-kath.         | Neunkirchen (Saar) (Standort)                | 1954             | 2015 profaniert                                                                                              |
|      |         | St. Pius X. und St. Vinzenz von Paul | röm.-kath.         | Neunkirchen (Saar) (Standort)                | 1960             | 2015 profaniert                                                                                              |
|      |         | Christuskirche                       | ev.                | Neunkirchen (Saar) (Standort)                | 1869/ 1949/ 1980 | Neugotische Stadtkirche; 1949 Wiederaufbau nach dem Krieg; 1980 Umgestaltung des Innenraumes                 |
|      |         | Friedenskirche                       | ev.                | Neunkirchen (Saar) (Standort)                | 1959             | 2015 entwidmet                                                                                               |
|      |         | Pauluskirche                         | koptisch- orthodox | Neunkirchen (Saar) (Standort)                | 1956             | ursprünglich evangelisch; 2015 entwidmet und an die koptisch-orthodoxe Gemeinde verkauft.                    |
|      |         | Stummsche Kapelle                    | ev.                | Neunkirchen (Saar) (Standort)                | 1854             | neugotisches Kirchengebäude; ursprünglich Privatkapelle der Familie Stumm; heute profan genutzt              |
|      |         | St. Barbara                          | röm.-kath.         | Neunkirchen (Saar)/Heinitz (Standort)        | 1958             | 2015 profaniert und abgerissen                                                                               |
|      |         | St. Josef                            | röm-kath.          | Neunkirchen (Saar)/Furpach (Standort)        | 1952             | |
|      |         | Martin-Luther-Haus                   | ev.                | Neunkirchen (Saar)/Furpach (Standort)        | 1957             | |
|      |         | St. Georg                            | röm-kath.          | Neunkirchen (Saar)/Kohlhof (Standort)        | 1934             | |
|      |         | Evangelische Kirche                  | ev.                | Neunkirchen (Saar)/Kohlhof (Standort)        | 1960             | Barackenkirche; 2015 entwidmet                                                                               |
|      |         | Evangelisches Gemeindezentrum        | ev.                | Neunkirchen (Saar)/Ludwigsthal (Standort)    | 1960             | |
|      |         | St. Johannes                         | röm-kath.          | Neunkirchen (Saar)/Wellesweiler (Standort)   | 2011             | |
|      |         | Paul-Gerhardt-Kirche                 | ev.                | Neunkirchen (Saar)/Wellesweiler (Standort)   | 1960             | |
|      |         | Stengelkirche                        | ev.                | Neunkirchen (Saar)/Wellesweiler (Standort)   | 1757             | Ehemalige evangelische Kirche des Ortes; nach dem Bau der neuen Paul-Gerhardt-Kirche im Jahr 1960 entwidmet. |
|      |         | Heilige. Dreifaltigkeit              | röm-kath.          | Neunkirchen (Saar)/Wiebelskirchen (Standort) | 1915             | Neubarocke Pfarrkirche; Architekt: Peter Marx                                                                |
|      |         | Evangelische Kirche                  | ev.                | Neunkirchen (Saar)/Wiebelskirchen (Standort) | 1863             | Orgel der Firma Beckerath aus dem Jahr 1965                                                                  |
|      |         | Heilige Familie                      | röm-kath.          | Neunkirchen (Saar)/Hangard (Standort)        | 1900             | Neugotische Pfarrkirche mit geradem Chorschluss                                                              |
|      |         | Evangelische Kirche                  | ev.                | Neunkirchen (Saar)/Hangard (Standort)        | 1966             | Architekt: Günther Mönke                                                                                     |
|      |         | Herz Jesu                            | röm-kath.          | Neunkirchen (Saar)/Münchwies (Standort)      | 1907/ 1954       | Neugotische Pfarrkirche; Glockenturm 1954 erneuert; Klais-Orgel aus dem Jahr 1936                            |

### Eppelborn
| Bild | Inneres | Name                       | Kon- fession | Gemeinde/Ortsteil                 | Bauzeit    | Anmerkungen / Baustil |
| ---- | ------- | -------------------------- | ------------ | --------------------------------- | ---------- | --- |
|      |         | St. Sebastian              | röm-kath.    | Eppelborn (Standort)              | 1760/ 1881 | Neubarocke Pfarrkirche mit barockem Kern (Im Jahr 1881 durch Drehung der Achse um 90° erweitert).                                                      |
|      |         | St. Pius X.                | röm-kath.    | Eppelborn/Calmesweiler (Standort) | 1960       | Filialkirche |
|      |         | St. Wendalinus             | röm-kath.    | Eppelborn/Dirmingen (Standort)    | 1949       | |
|      |         | Evangelische Kirche        | ev.          | Eppelborn/Dirmingen (Standort)    | 1746/ 1936 | Barocke Saalkirche; 1936 Erweiterung um einen Chorraum mit Empore                                                                                      |
|      |         | Mariä Himmelfahrt          | röm-kath.    | Eppelborn/Humes (Standort)        | 1898/ 1953 | Neugotische Pfarrkirche; 1953 in der Länge erweitert (neuer Chorraum)                                                                                  |
|      |         | St. Augustinus             | röm-kath.    | Eppelborn/Wiesbach (Standort)     | 1962       | Kirchengebäude im Stil des Brutalismus |
|      |         | Alte Kirche St. Augustinus | röm-kath.    | Eppelborn/Wiesbach (Standort)     | 1844       | Saalkirche; Turm von 1736; ursprünglich Pfarrkirche des Ortes; seit dem Bau der neuen Pfarrkirche im Jahr 1963 St. Augustinus Nutzung als Pfarrzentrum |

### Illingen
| Bild | Inneres | Name                                        | Kon- fession | Gemeinde/Ortsteil                         | Bauzeit    | Anmerkungen / Baustil |
| ---- | ------- | ------------------------------------------- | ------------ | ----------------------------------------- | ---------- | --- |
|      |         | St. Stephan                                 | röm-kath.    | Illingen (Standort)                       | 1791       | Barocke Saalkirche |
|      |         | Bergkapelle Zu den Sieben Schmerzen Mariens | röm-kath.    | Illingen (Standort)                       | 1901       | Neugotische Kirche |
|      |         | St. Josef                                   | röm-kath.    | Illingen/Uchtelfangen (Standort)          | 1895       | Neugotische Pfarrkirche |
|      |         | Evangelische Kirche                         | ev.          | Illingen/Uchtelfangen (Standort)          | 1772/ 1924 | 1924 Umfassender Umbau und Erweiterung der bestehenden Barockkirche                                                                             |
|      |         | Herz Jesu                                   | röm-kath.    | Illingen/Wustweiler (Standort)            | 1934       | |
|      |         | Statio Dominus Mundi                        | röm-kath.    | Illingen/Wustweiler (Standort)            | 2002       | Privatkirche der Familie Meiser; Architekt: Alexander von Branca                                                                                |
|      |         | St. Maria Magdalena                         | röm-kath.    | Illingen/Hüttigweiler (Standort)          | 1911       | Neuromanisches Kirchengebäude; Orgel von Otto Kratochwill (Bonn) aus dem Jahr 1924.                                                             |
|      |         | Evangelische Kirche                         | ev.          | Illingen/Hosterhof (Standort)             | 1963       | Filialkirche der Ev. Kirche Uchtelfangen; 2010 entwidmet und seitdem Sitz der Illinger Tafel; Weigle-Positiv nun in der Ev. Kirche Heiligenwald |
|      |         | St. Laurentius                              | röm-kath.    | Illingen/Hirzweiler-Welschbach (Standort) | 1928       | |
|      |         | Evangelische Kirche                         | ev.          | Illingen/Hirzweiler-Welschbach (Standort) | 1932       | |

### Merchweiler
| Bild | Inneres | Name                    | Kon- fession | Gemeinde/Ortsteil                    | Bauzeit | Anmerkungen / Baustil                                               |
| ---- | ------- | ----------------------- | ------------ | ------------------------------------ | ------- | ------------------------------------------------------------------- |
|      |         | Maria Rosenkranzkönigin | röm-kath.    | Merchweiler (Standort)               | 1960    |                                                                     |
|      |         | St. Michael             | röm-kath.    | Merchweiler/Wemmetsweiler (Standort) | 1903    | Neugotische Pfarrkirche                                             |
|      |         | Maria Königin           | röm-kath.    | Merchweiler/Wemmetsweiler (Standort) | 1970    | 1995 – nach nur 20 Jahren – wegen Bergbauschäden wieder abgerissen. |

### Ottweiler
| Bild | Inneres | Name                           | Kon- fession     | Gemeinde/Ortsteil                      | Bauzeit          | Anmerkungen / Baustil                                                                              |
| ---- | ------- | ------------------------------ | ---------------- | -------------------------------------- | ---------------- | -------------------------------------------------------------------------------------------------- |
|      |         | Mariä Geburt und St. Terentius | röm-kath.        | Ottweiler (Standort)                   | 1834/ 1898       | Klassizistische Saalkirche; Chorraum aus dem Jahr 1898                                             |
|      |         | Evangelische Kirche            | ev.              | Ottweiler (Standort)                   | 1477/ 1701/ 1757 | Schlichte Saalkirche; als Kirchturm dient ein 1410 errichteter Wehrturm                            |
|      |         | St. Michael                    | röm-kath.        | Ottweiler/Fürth im Ostertal (Standort) | 1934             | |
|      |         | Evangelische Kirche            | ev.              | Ottweiler/Fürth im Ostertal (Standort) | 1970             | 2014 Abriss des Kirchturms                                                                         |
|      |         | St. Markus                     | alt-luth. (SELK) | Ottweiler/Fürth im Ostertal (Standort) |                  | Repräsentative Orgel der Firma Emil Hammer mit II/32 (Um- und eingebaut 1997 durch Amadeus Junker) |
|      |         | St. Elisabeth                  | röm-kath.        | Ottweiler/Lautenbach (Standort)        | 1971             | Filialkirche; zeltförmiges Kirchengebäude                                                          |
|      |         | Evangelische Kirche            | ev.              | Ottweiler/Steinbach (Standort)         | 1954             | |
|      |         | St. Wendalinus                 | röm-kath.        | Ottweiler/Mainzweiler (Standort)       | 1940             | Filialkirche; die Kirche wurde mitten im Zweiten Weltkrieg geweiht.                                |
|      |         | Evangelische Kirche            | ev.              | Ottweiler/Mainzweiler (Standort)       | 1967             | 2016 entwidmet                                                                                     |

### Schiffsweier
| Bild | Inneres | Name                | Kon- fession | Gemeinde/Ortsteil                         | Bauzeit    | Anmerkungen / Baustil                                                                           |
| ---- | ------- | ------------------- | ------------ | ----------------------------------------- | ---------- | ----------------------------------------------------------------------------------------------- |
|      |         | St. Martin          | röm-kath.    | Schiffweiler (Standort)                   | 1869       | Neugotische Pfarrkirche; Klais-Orgel aus dem Jahr 1934                                          |
|      |         | Evangelische Kirche | ev.          | Schiffweiler (Standort)                   | 1959       |                                                                                                 |
|      |         | Herz Jesu           | röm-kath.    | Schiffweiler/Landsweiler-Reden (Standort) | 1900       | Neugotische Pfarrkirche; Klais-Orgel aus dem Jahr 1906                                          |
|      |         | Evangelische Kirche | ev.          | Schiffweiler/Landsweiler-Reden (Standort) | 1902       | Neugotisches Kirchengebäude                                                                     |
|      |         | St. Laurentius      | röm-kath.    | Schiffweiler/Heiligenwald (Standort)      | 1928       | Expressionistisches Kirchengebäude mit repräsentativer Doppelturmfassade; Architekt: Peter Marx |
|      |         | Evangelische Kirche | ev.          | Schiffweiler/Heiligenwald (Standort)      | 1868/ 1906 | Ursprünglich als einfacher Betsaal errichtet; Turm aus dem Jahr 1906                            |
|      |         | St. Barbara         | röm-kath.    | Schiffweiler/Stennweiler (Standort)       | 1912       | Neugotisches Kirchengebäude                                                                     |
|      |         | Evangelische Kirche | ev.          | Schiffweiler/Stennweiler (Standort)       | 1961       | 2017 entwidmet                                                                                  |

### Spiesen-Elversberg
| Bild | Inneres | Name                | Kon- fession     | Gemeinde/Ortsteil                        | Bauzeit    | Anmerkungen / Baustil                                                                                       |
| ---- | ------- | ------------------- | ---------------- | ---------------------------------------- | ---------- | --- |
|      |         | St. Ludwig          | röm-kath.        | Spiesen-Elversberg/Spiesen (Standort)    | 1875- 1887 | Neugotisches Kirchengebäude; Klais-Orgel aus dem Jahr 1959                                                  |
|      |         | St. Martin          | alt-luth. (SELK) | Spiesen-Elversberg/Spiesen (Standort)    | ~ 1950     | |
|      |         | Herz Jesu           | röm-kath.        | Spiesen-Elversberg/Elversberg (Standort) | 1901       | Neugotisches Kirchengebäude; seit 2015 wegen Bauschäden auf unbestimmte Zeit geschlossen-. 2020 profaniert! |
|      |         | Evangelische Kirche | ev.              | Spiesen-Elversberg/Elversberg (Standort) | 1890       | Neugotisches Kirchengebäude.                                                                                |